# Unsane (Band)
Unsane ist eine US-amerikanische Noise-Rock-Band aus New York, die im Jahr 1988 gegründet wurde, sich 2000 trennte und 2003 wieder zusammenfand.

## Geschichte
Die Band wurde im Jahr 1988 von Sänger und Gitarrist Chris Spencer, Bassist Peter Shore und Schlagzeuger Charles Ondras am Sarah Lawrence College in New York gegründet. Es folgten die ersten kleineren, lokalen Auftritte, bis Treehouse Records auf die Band aufmerksam wurde, und die Debütsingle This Town / Urge to Kill. Außerdem nahm die Band Lieder für ein Debütalbum auf. Da dies jedoch nicht veröffentlicht werden konnte, trennte sich die Band von Treehouse Records und veröffentlichte bei Matador Records im Jahr 1991 ihr selbstbetiteltes Debütalbum. Im Folgejahr verstarb Charlie Ondras an einer Überdosis und wurde durch Schlagzeuger Vinny Signorelli ersetzt. Zwei Jahre später verließ Bassist Shore die Band und wurde durch Dave Curran ersetzt.
Im Jahr 1993 folgte über Atlantic Records das nächste Album Total Destruction. Im Jahr 1995 folgte das dritte Album Scattered, Smothered and Covered. Für das Lied Scrape wurde ein Musikvideo erstellte, das auch auf MTV gespielt wurde. Im Jahr 1999 war die Band auf dem Soundtrack für das Videospiel Tony Hawk’s Pro Skater enthalten. Im Jahr 1998 erschien das Album Occupational Hazard. Während einer Tour, die kurz vor der Veröffentlichung des Albums in Europa abgehalten wurde, wurde Spencer von vier Personen in Wien brutal zusammengeschlagen, sodass er mit schweren inneren Blutungen ins Krankenhaus eingeliefert wurde und sich einer aufwändigen Operation unterziehen musste. Im Jahr 2000 löste sich die Band vorerst auf.
Im Jahr 2003 fand die Band wieder zusammen und veröffentlichte über Relapse Records die Best-Of-Kompilation Lambhouse: The Collection 1991-1998, die zusätzlich eine DVD mit bisher allen erstellten Musikvideos umfasste. Nachdem im Jahr 2005 das nächste Album Blood Run erschienen war, folgte im Jahr 2007 Visqueen über Ipecac Records. Es folgte eine Europatournee, die über 20 Auftritte umfasste, davon zehn allein in Deutschland. Im Jahr 2012 wurde das Album Wreck über Alternative Tentacles veröffentlicht.

## Musikstil

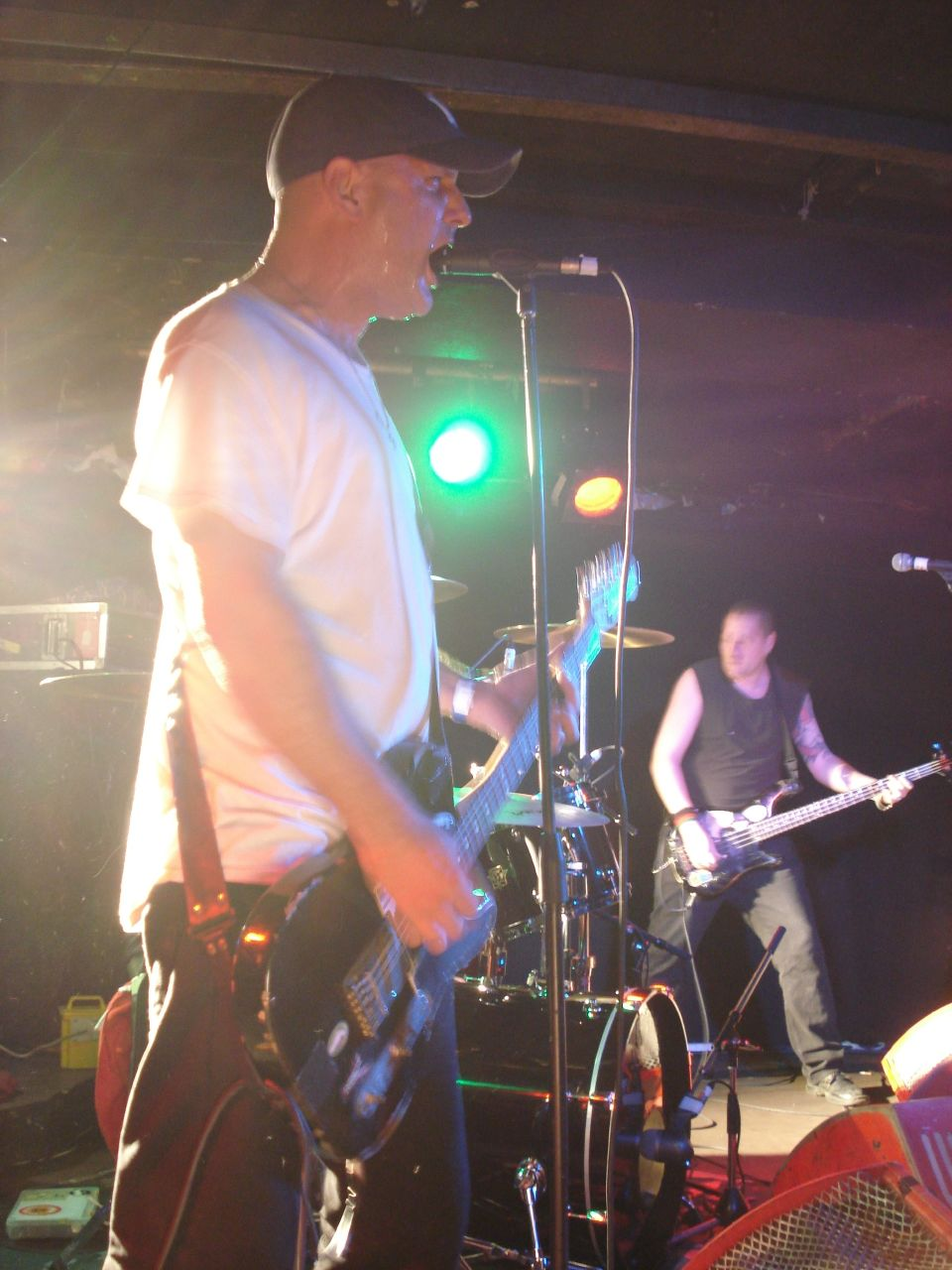
Unsane live im Oktober 2007

Die Band zählt zu den wichtigsten Vertretern des Noise-Rock, der sich vor allem durch seinen aggressiven Klang auszeichnet.

## Diskografie
- 1989: This Town / Urge to Kill (Single, Treehouse Records)
- 1991: Unsane (Album, Matador Records)
- 1993: Total Destruction (Album, Atlantic Records)
- 1993: Singles 89-92 (Kompilation, Matador Records)
- 1994: The Peel Sessions (Album, Matador Records)
- 1995: Scattered, Smothered & Covered (Album, Amphetamine Reptile Records)
- 1997: Erase Yer Head No. 5 (Split mit Hint, Pandemonium Records)
- 1997: Amrep Xmas (Album, Man’s Ruin Records)
- 1997: Occupational Hazard (Album, Relapse Records)
- 2003: Lambhouse: The Collection 1991-1998 (Kompilation, Relapse Records)
- 2005: Blood Run (Album, Relapse Records)
- 2007: Visqueen (Album, Ipecac Records)
- 2012: Wreck (Album, Alternative Tentacles)
- 2017: Sterilize (Album, Southern Lord)